# Shigetatsu Matsunaga
Shigetatsu Matsunaga (松永 成立, Matsunaga Shigetatsu, Hamamatsu, 12 augustus 1962) is een Japans voormalig voetballer die als doelman speelde.

## Clubcarrière
In 1981 ging Matsunaga naar de Aichi Gakuin University, waar hij in het schoolteam voetbalde. Nadat hij in 1985 afstudeerde, ging Matsunaga spelen voor Nissan Motors, de voorloper van Yokohama Marinos. Met deze club werd hij in 1988/89 en 1989/90 kampioen van Japan. Matsunaga veroverde er in 1985, 1988, 1989, 1991 en 1992 de Beker van de keizer en in 1988, 1989 en 1990 de JSL Cup. In 11 jaar speelde hij er 334 competitiewedstrijden. Matsunaga speelde tussen 1995 en 2000 voor Tosu Futures, Brummell Sendai en Kyoto Purple Sanga. Matsunaga beëindigde zijn spelersloopbaan in 2000.

## Japans voetbalelftal
Shigetatsu Matsunaga debuteerde in 1988 in het Japans nationaal elftal en speelde 40 interlands.

## Statistieken
| Japans voetbalelftal | Japans voetbalelftal | Japans voetbalelftal |
| Jaar                 | Wed.                 | Dlp.                 |
| -------------------- | -------------------- | -------------------- |
| 1988                 | 1                    | 0                    |
| 1989                 | 9                    | 0                    |
| 1990                 | 0                    | 0                    |
| 1991                 | 1                    | 0                    |
| 1992                 | 9                    | 0                    |
| 1993                 | 14                   | 0                    |
| 1994                 | 0                    | 0                    |
| 1995                 | 6                    | 0                    |
| Totaal               | 40                   | 0                    |